# Шанинский сельсовет (Московская область)
Шанинский сельсовет — упразднённая административно-территориальная единица, существовавшая на территории Московской губернии и Московской области до 1954 года.
Шанинский сельсовет был образован в первые годы советской власти. В 1921 году он числился в составе Калеевской волости Волоколамского уезда Московской губернии.
По данным 1926 года в состав сельсовета входили 3 населённых пункта — Шанино, Батурово и Воротово.
В 1929 году Шанинский с/с был отнесён к Волоколамскому району Московского округа Московской области.
14 июня 1954 года Шанинский сельсовет был упразднён. При этом его территория была передана в Шестаковский с/с.